# Port lotniczy Coimbra
Port lotniczy Coimbra – port lotniczy położony w mieście Coimbra (Portugalia). Obsługuje połączenia krajowe.